# إم تي-إل بي
إم تي-إل بي ((بالروسية: Многоцелевой Тягач Легкий Бронированный)‏ تعرف اختصاراً ب(MT-LB) وتعني مدرعة مجنزرة برمائية متعددة الاستعمالات أُنتجت أواخر عقد الستينات من القرن العشرين وعُرفت في المصادر العسكرية الغربية بـ (إم 1970).

## التطوير

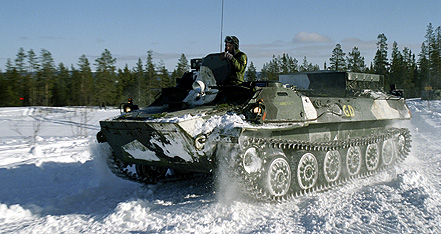
(إم تي-ال بي) سويدية محورة إلى (بي بي في 401)

بدأت إدارة المجلس السوفيتي المركزي للسيارات والجرارات تطوير برنامج لاستبدال سلسلة جرارات المدفعية من نوع (AT-P) بجيل جديد من المركبات أواخر عقد الستينات وبدأ الإنتاج الفعلي عام 1970. وهي مدرعة رخيصة الثمن ومبنية من مواد موجودة أصلاً ومحركها صُنع (أصلاً كمحرك شاحنة) في مصنع جرارات كاراكوف. وأنتجت المدرعة بالترخيص في كل من بولندا وبلغاريا.

## التصميم
الطاقم المؤلف من السائق والقائد يجلسان في المقدمة، اما المحرك فيكون في وسط المدرعة خلف مقصورة القيادة، وفي الخلف توجد مقصورة الركاب التي تتسع ل 11 راكب أو تتسع لحمل 2 طن، كما يمكنها سحب 6.5 طن .والمركبة برمائية كلياً وتسير على الماء بدفع جنازيرها.
البرج الصغير في المقدمة مُجهز بمدفع رشاش نوع (بي كي تي) 7.62 ملم بأمكانه الاستدارة 360 درجة، كما يُمكن للرشاش الارتفاع 30 درجة وإلانخفاض -5 درجة .وجُهزت المدرعة بدرع فولاذي خفيف يتراوح سمكه من 3 ملم إلى 10 ملم يحميها من الاسلحة الخفيفة وشظايا القنابل .ويركب السائق والقائد من فتحات سقف علوية بينما يركب الركاب من ابواب خلفية هناك ابواب علوية في مقصورة الركاب كما توجد فيها اربع فتحات لاطلاق النار من الداخل اثنان على كل جانب واثنان في الابواب الخلفية.
ويجهز السائق بمنظار رؤية ليلية من نوع TVN-2 يعمل بالاشعة تحت الحمراء كما أن المركبة مجهزة بنظام حماية من اسلحة الدمار الشامل.

## المستخدمون

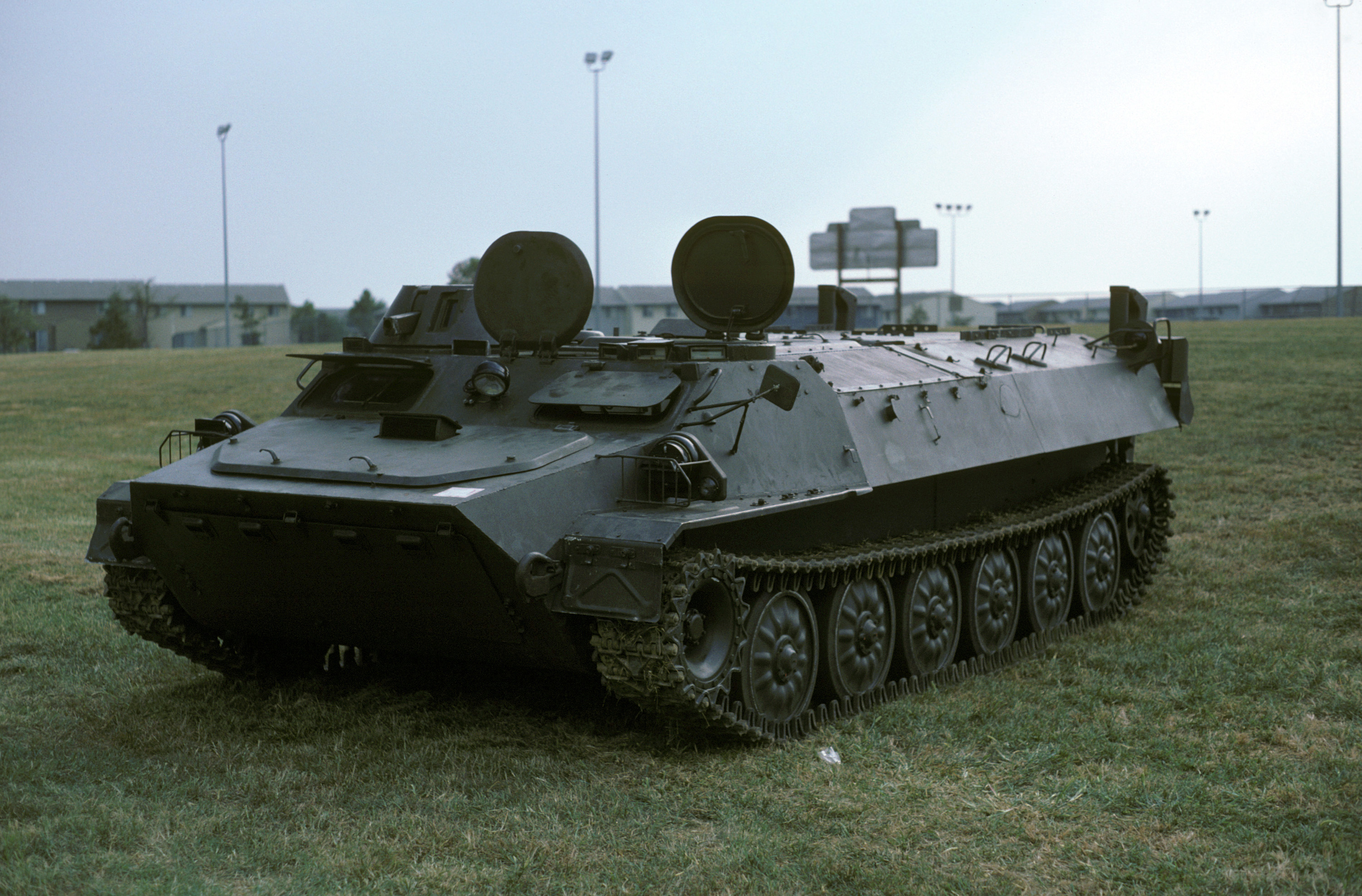
إم تي ال بي سوفيتية

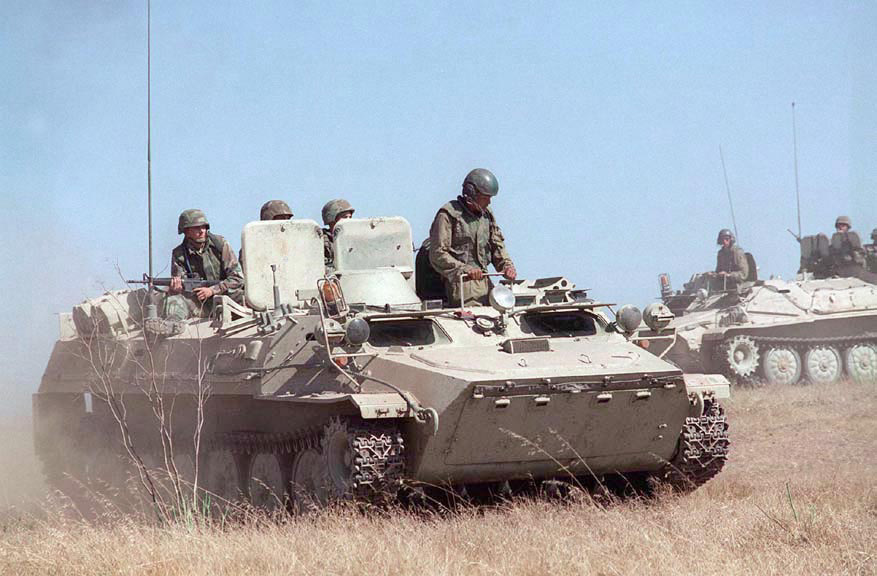
إم تي ال بي أمريكية

- أرمينيا 145 مدرعة
- أذربيجان 393 [5]
- بنغلاديش
- بيلاروس 66 مدرعة [6]
- بلغاريا 812 مدرعة
- جمهورية التشيك 10 مدرعة
- فنلندا 367 مدرعة MT-LBV [7]
- ألمانيا 80 مدرعة
- العراق 61 مدرعة .[8]
- كازاخستان 200 مدرعة

- ليتوانيا 10 مدرعة[9]
- مولدوفا 62 مدرعة
- نيجيريا 67 مدرعة
- بولندا 352 مدرعة [10]
- رومانيا 8 مدرعة[11]
- روسيا 1,493 مدرعة[12]
- السويد 460 مدرعة،[7]
- أوكرانيا 2,090 مدرعة[13]
- الولايات المتحدة [14]

### مستخدون سابقون
- ألمانيا الشرقية
- ألمانيا
- الاتحاد السوفيتي
- المجر